# Austrolimnophila chiloeana
Austrolimnophila chiloeana är en tvåvingeart som beskrevs av Alexander 1953. Austrolimnophila chiloeana ingår i släktet Austrolimnophila och familjen småharkrankar. Inga underarter finns listade i Catalogue of Life.